# Midjourney (mesterséges intelligencia)

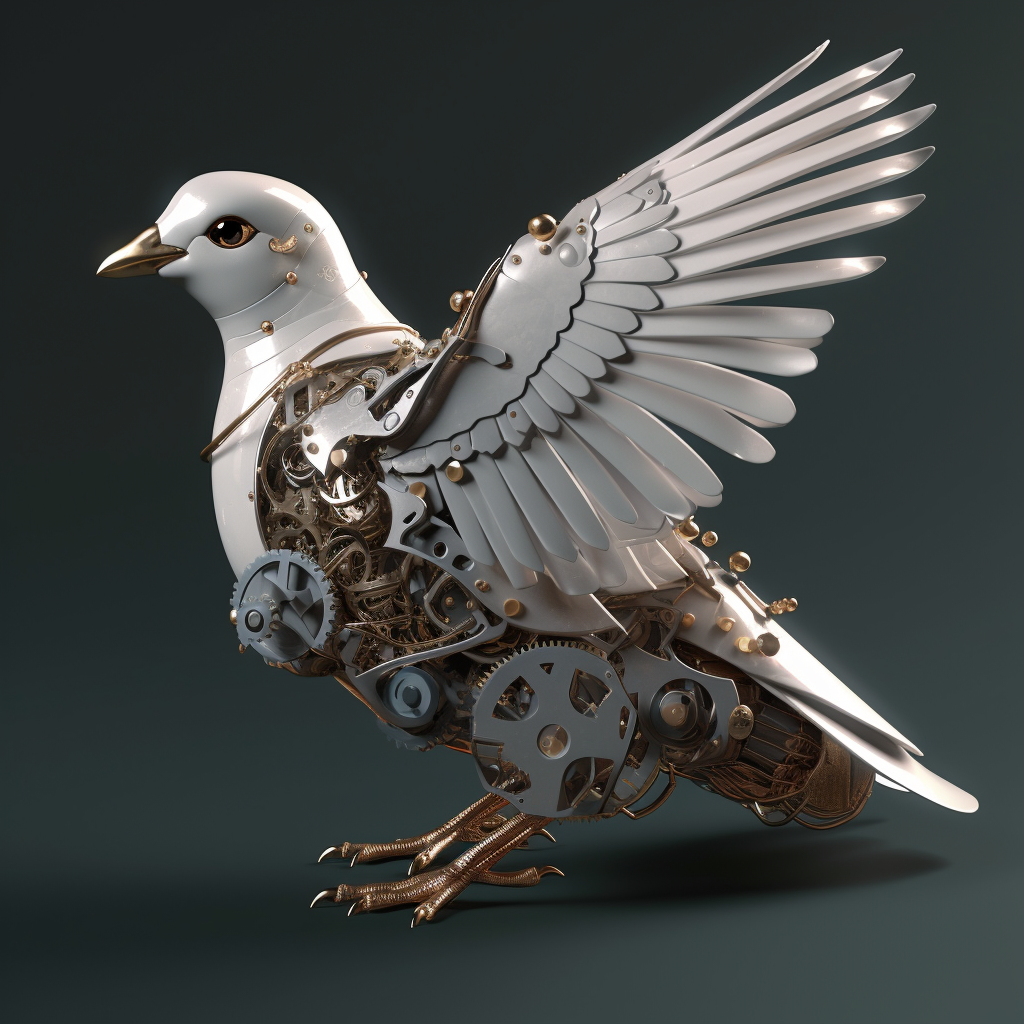
Egy mechanikus galamb, amelyet a Midjourney V5-tel hoztak létre

A Midjourney generatív mesterséges intelligencia, amelyet a San Francisco-i kutatólaboratórium, a Midjourney, Inc. hozott létre. A Midjourney a felhasználó által leírt szavakból, úgynevezett promptokból állít elő képeket, hasonlóan mint a OpenAI féle DALL-E és a Stable Diffusion.
A Midjourney jelenleg nyílt bétaverzióban van, 2022. július 12 óta. A Midjourney csapatot David Holz vezeti. Holz 2022 augusztusában elmondta a The Registernek, hogy a cég már eleve nyereséges volt. A felhasználók Discord bot segítségével tudnak képeket generálni.

## Története
A Midjourney, Inc.-t  David Holz alapította (San Francisco, Kalifornia) A Midjourney először 2022. július 12.-én lépett nyílt bétaverzióba 2022. március 14-én indult el a hivatalos Midjourney Discord szerver azzal a kéréssel, hogy jó minőségű fényképeket lehessen közzétenni Twitteren/Redditen a használat megtanítása céljából.

### Modell verziók
A cég jelenleg is dolgozik a modellek algoritmusainak fejlesztésén, minden hónapban frissítik és új verziókat adnak ki. A 2-es verzió 2022 áprilisában, a 3-as verzió július 25-én jelent meg. 2022. november 5-én jelent meg a 4-es verzió alfa-iterációja. 2023. március 15-én jelent meg az 5-ös verzió alfa-iterációja. Az 5.1-es modell sokkal részletesebb és kidolgozottabb, mint a sima 5 és többször alkalmazza a saját stilizációját a képeken, míg az 5.1-es RAW-modell fejleszti és jobban felismeri a felhasználó kéréseit. Az 5.2-es verzióval sokkal jobb minőségűek a generált.
| Alapvető modellek | Alapvető modellek         |
| Verzió            | Kiadás                    |
| ----------------- | ------------------------- |
| V1                | 2022. február             |
| V2                | 2022. április 12.         |
| V3                | 2022. július 25.          |
| V4                | 2022. november 5. (alpha) |
| V5                | 2023. március 15. (alpha) |
| V5.1              | 2023. május 3..           |
| V5.2              | 2023. június 22.          |

| Egyéb modellek | Egyéb modellek      | Egyéb modellek                                                                        |
| Verzió         | Kiadás              | Jegyzetek                                                                             |
| -------------- | ------------------- | ------------------------------------------------------------------------------------- |
| --béta         | 2022. augusztus 22. |                                                                                       |
| test/testp     | 2022. augusztus 28. |                                                                                       |
| Niji           | 2022. december 20.  | A Midjourney és a Spellbrush együttműködése (anime és hasonló illusztrációs stílusok) |
| Niji 5         | 2023. április 2.    | A Midjourney és a Spellbrush együttműködése (anime és hasonló illusztrációs stílusok) |

## Használat
A Midjourney jelenleg csak a hivatalos Discord-szerveren lévő Discord-boton keresztül érhető el, közvetlenül a botnak küldött üzenettel vagy a bot harmadik fél szerverére való meghívásával. A képek létrehozásához a
```
/imagine

```

```
/imagine

```

parancs után kell leírni, hogy mit generáljon; a bot ezután négy képet generál. A Midjourney webes felületen is dolgozik.

Egyéb parancsok, mint például a
```
/blend

```

```
/blend

```

lehetővé teszi a felhasználó számára két képnek az egyesítését, a
```
/shorten

```

```
/shorten

```

 paranccsal a felhasználó javaslatokat kap esetleges hosszú prompt-ok rövidítésére.

## Felhasználás
David Holz azt mondja, hogy akik a Midjourney-t használják csak szimpla "vásárlók", nem pedig versenytársak. Holz a The Register című lapnak elmondta, hogy a művészek a Midjourney-t használják művészi koncepciók gyors elkészítésére. Egyes művészek azzal vádolták a Midjourney-t, hogy leértékeli az eredeti alkotómunkát. A Midjourney szolgáltatási feltételei tartalmazzák a DMCA eltávolítási szabályzatát, amely lehetővé teszi a művészek számára, hogy kérjék munkáik eltávolítását a készletből, ha úgy vélik, hogy az megsérti a szerzői jogokat.
A reklámipar gyorsan felkarolta az olyan mesterséges intelligenciákat, mint a Midjourney, a DALL-E és a Stable Diffusion. Az eszközök, amelyek lehetővé teszik a hirdetők számára, hogy gyorsan készítsenek eredeti tartalmat, új lehetőségeket kínálnak, mint például "egyéni hirdetések létrehozása, speciális effektusok létrehozása, vagy akár az e-kereskedelmi hirdetések hatékonyabbá tétele".

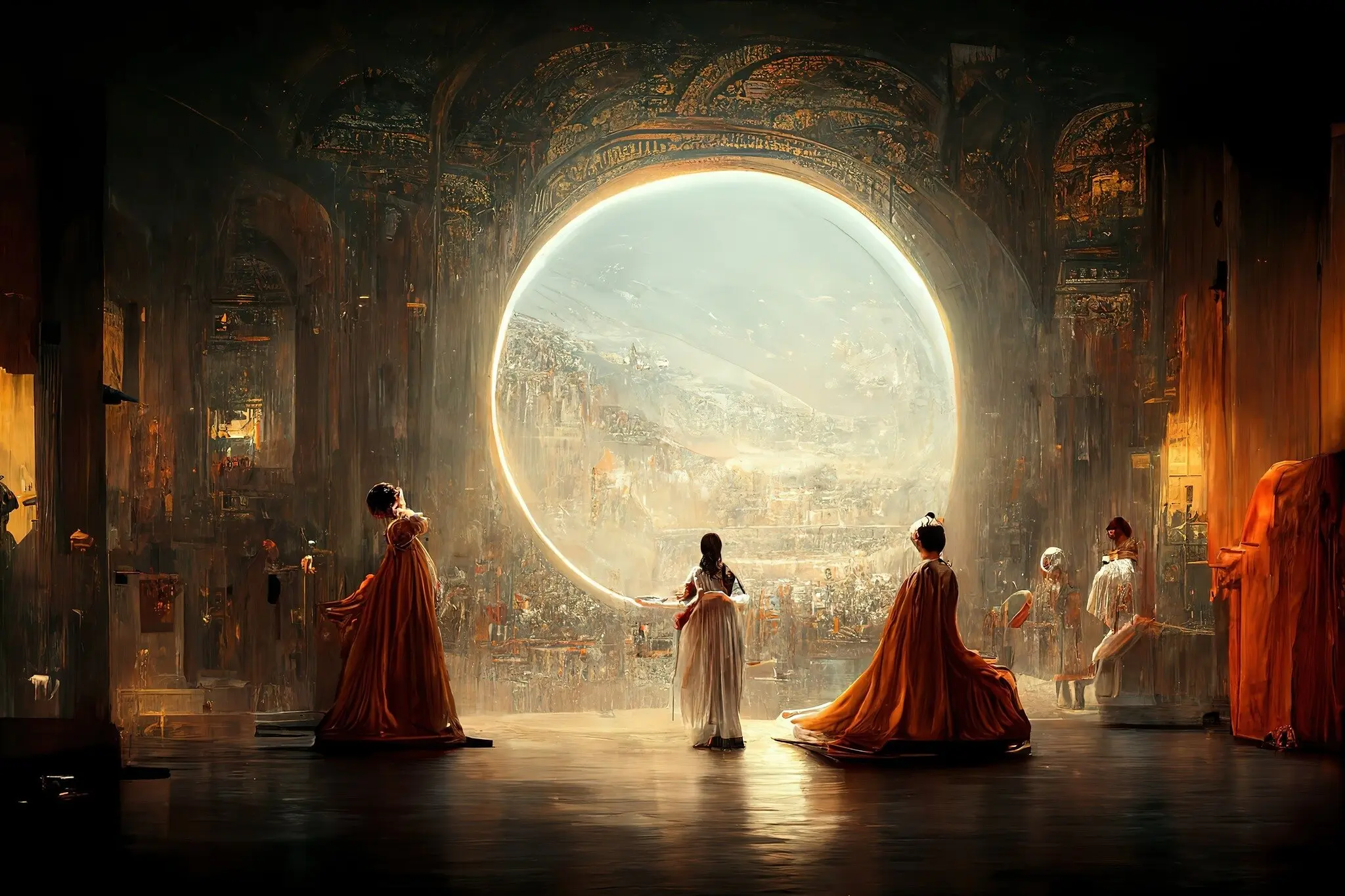
Théâtre D'opéra Spatial, egy Midjourney kép, amely első helyezést ért el egy digitális művészeti pályázaton

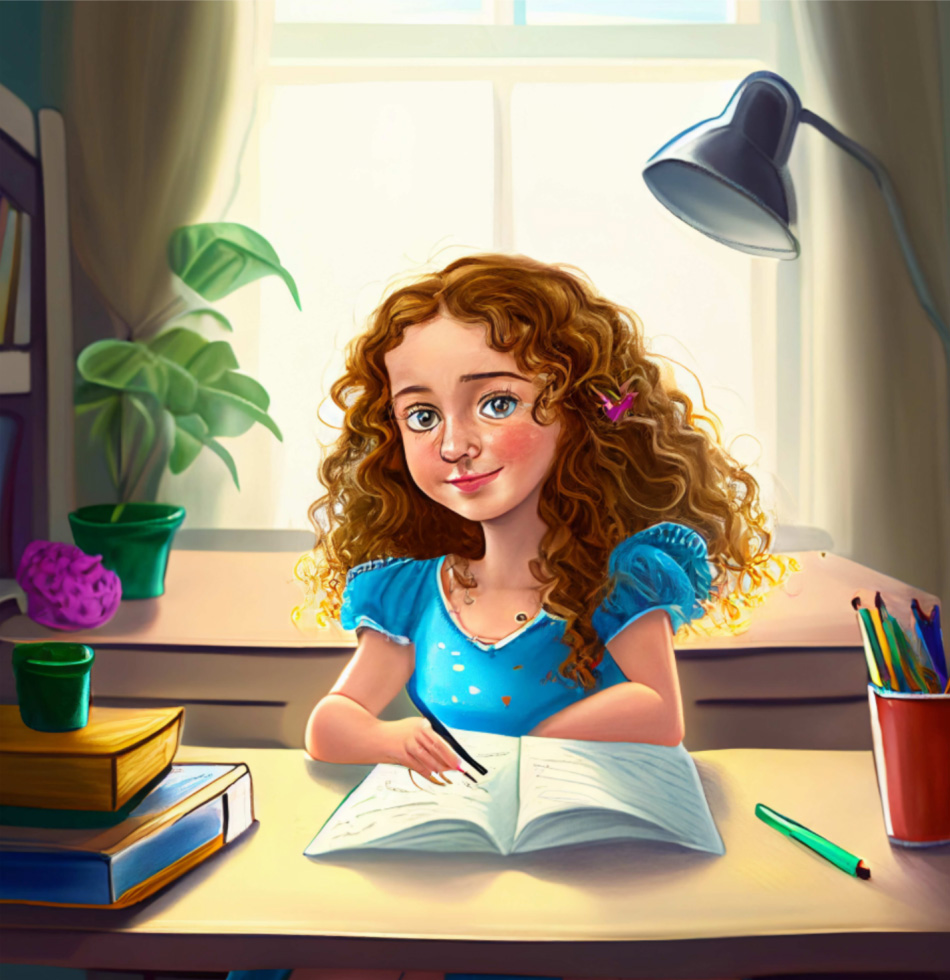
Kép a Midjourney által illusztrált Alice és Sparkle gyermekkönyvből. A Time leírása szerint ezen a képen "az AI-technológia korlátait látni. Az képnek számos nyilvánvaló hibája van, beleértve azt, hogy olyan mintha a lánynak karmai lennének".

A The Economist, brit magazin a Midjourney-t használta egy 2022. júniusi szám borítójának elkészítéséhez. Olaszországban a Corriere della Sera 2022 augusztusában Vanni Santoni író Midjourney című képregényéről írt cikket. Charlie Warzel a Midjourney segítségével két képet generált Alex Jonesról Warzel The Atlantic című hírleveléhez. A mesterséges intelligencia által generált borítók használatát sokan kritizálták, akik úgy érezték, hogy ez elveszi a munkát a művészektől. A Last Week Tonight with John Oliver egy 10 perces részt tartalmazott a Midjourney-ről egy 2022. augusztusi részben.

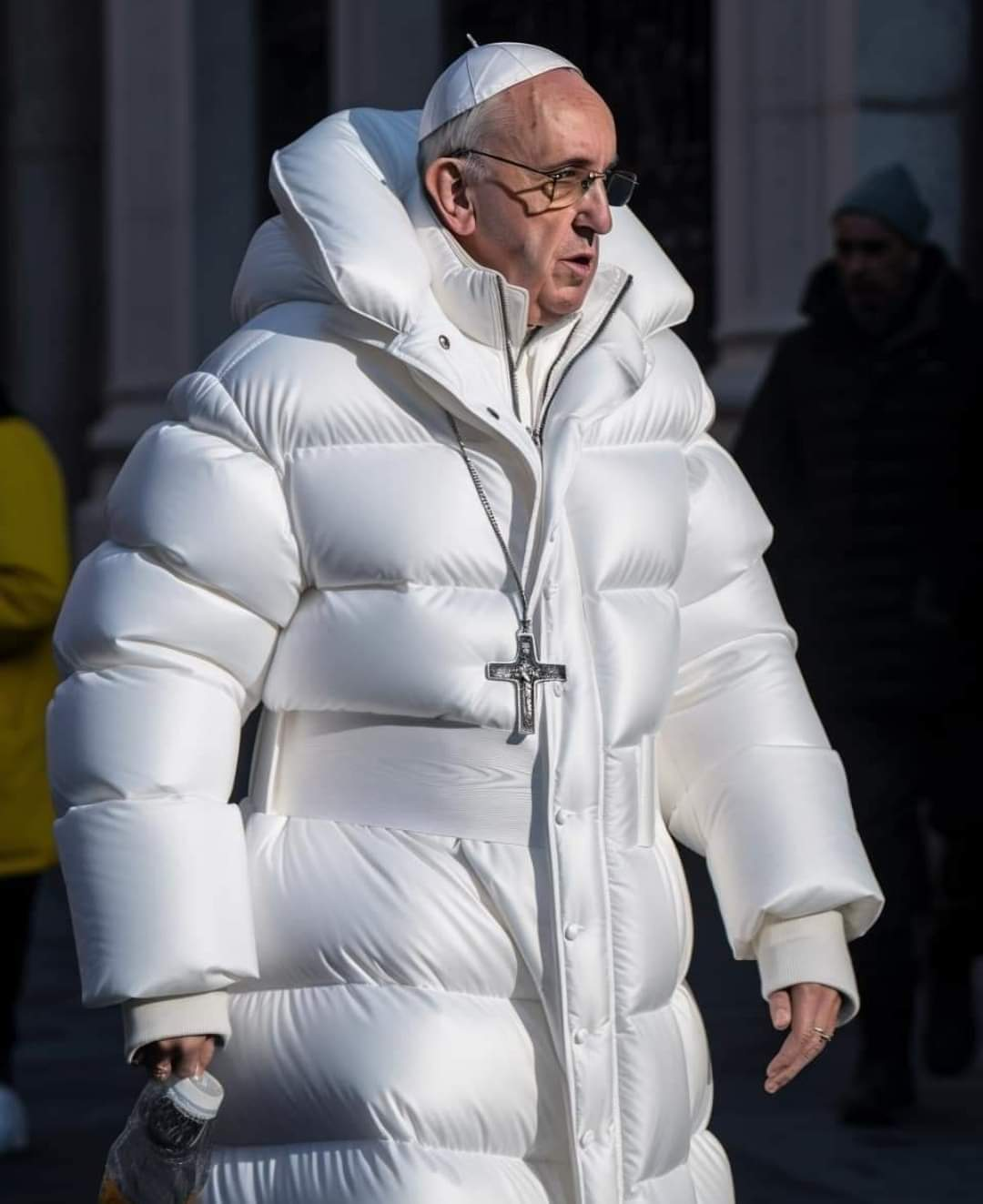
2023-ban elterjedt egy hamis, a Midjourney-vel készített kép, amelyen Ferenc pápa látható nagy fehér pufi kabátban.

## Előfizetéses szolgáltatás
Eredetileg a Midjourney-nek három előfizetési szintje volt, amely egy próbaidőszakot tartalmazott 25 kép generálásának erejéig; nagy keresletre és visszaélésekre hivatkozva a cég visszavonta. 2023 szeptemberétől a Midjourney havi 10 és 120 dollár között van, az előfizetéstől függően.

## Fordítás
- Ez a szócikk részben vagy egészben  a   Midjourney című angol Wikipédia-szócikk ezen változatának fordításán alapul.  Az eredeti cikk szerkesztőit annak laptörténete sorolja fel. Ez a jelzés csupán a megfogalmazás eredetét és a szerzői jogokat jelzi, nem szolgál a cikkben szereplő információk forrásmegjelöléseként.